# Чемпіонат світу з легкої атлетики в приміщенні 2003
Чемпіонат світу з легкої атлетики в приміщенні 2003 відбувся 14-16 березня в Бірмінгемі в «National Indoor Arena».

## Призери

### Чоловіки
| Дисципліни            | Золото                                                                               | Золото  | Срібло | Срібло  | Бронза | Бронза  |
| --------------------- | ------------------------------------------------------------------------------------ | ------- | --- | ------- | --- | ------- |
| 60 метрів             | Джастін Гетлін США                                                                   | 6,46    | Кім Коллінз Сент-Кіттс і Невіс                                                                                | 6,53    | Джейсон Гарденер Велика Британія                                                                                              | 6,55    |
| 200 метрів            | Марлон Девоніш Велика Британія                                                       | 20,62   | Жозеф Батангдон Камерун                                                                                       | 20,76   | Домінік Демерітт Багамські Острови                                                                                            | 20,92   |
| 400 метрів            | Тайрі Вашингтон США                                                                  | 45,34   | Деніел Кейнс Велика Британія                                                                                  | 45,43   | Пол Маккі ІрландіяДжеймі Баулч Велика Британія                                                                                | 45,99   |
| 800 метрів            | Девід Крамменакер США                                                                | 1.45,69 | Вілсон Кіпкетер Данія                                                                                         | 1.45,87 | Вілфред Бунґеї Кенія | 1.46,54 |
| 1500 метрів           | Дрісс Маазузі Франція                                                                | 3.42,59 | Бернард Лагат Кенія                                                                                           | 3.42,62 | Абделькадер Хачлаф Марокко | 3.42,71 |
| 3000 метрів           | Хайле Гебрселассіє Ефіопія                                                           | 7.40,97 | Альберто Гарсія Іспанія                                                                                       | 7.42,08 | Люк Кіпкосгеї Кенія | 7.42,56 |
| 60 метрів з бар'єрами | Аллен Джонсон США                                                                    | 7,47    | Аньєр Гарсія Куба                                                                                             | 7,49    | Лю Сян КНР | 7,52    |
| 4×400 метрів          | ЯмайкаЛерой Когун Денні Мак-Фарлейн Майкл Блеквуд Давіан Кларк Кемел Томпсон (забіг) | 3.04,21 | Велика БританіяДжеймі Баулч Тімоті Бенджамін Корі Генрі Деніел Кейнс Марк Гілтон (забіг) Джаред Дікон (забіг) | 3.06,12 | ПольщаРафал Верушевський Гжегож Заячковський Марцин Марцинішин Марек Плавго Артур Гонсевський (забіг) Пйотр Рисюкевич (забіг) | 3.06,61 |
| Стрибки у висоту      | Стефан Гольм Швеція                                                                  | 2,35    | Ярослав Рибаков Росія                                                                                         | 2,33    | Геннадій Мороз Білорусь | 2,30    |
| Стрибки з жердиною    | Тім Лобінгер Німеччина                                                               | 5,80    | Міхаель Штолле Німеччина                                                                                      | 5,75    | Ренс Блом Нідерланди | 5,75    |
| Стрибки в довжину     | Двайт Філліпс США                                                                    | 8,29    | Яго Ламела Іспанія                                                                                            | 8,28    | Мігель Пейт США | 8,21    |
| Потрійний стрибок     | Християн Ульссон Швеція                                                              | 17,70   | Волтер Девіс США                                                                                              | 17,35   | Йоельбі Кесада Куба | 17,27   |
| Штовхання ядра        | Мануель Мартінес Іспанія                                                             | 21,24   | Джон Годіна США                                                                                               | 21,23   | Юрій Білоног Україна | 21,13   |
| Семиборство           | Том Паппас США                                                                       | 6361    | Лев Лободін Росія                                                                                             | 6297    | Роман Шебрле Чехія | 6196    |

### Жінки
| Дисципліни            | Золото                                                          | Золото   | Срібло                                                     | Срібло  | Бронза                                                 | Бронза  |
| --------------------- | --------------------------------------------------------------- | -------- | ---------------------------------------------------------- | ------- | ------------------------------------------------------ | ------- |
| 60 метрів             | Анджела Вільямс США                                             | 7,16     | Торрі Едвардс США                                          | 7,17    | Мерлін Отті Словенія                                   | 7,20    |
| 200 метрів            | Мюріель Юртіс Франція                                           | 22,54    | Анастасія Капачинська Росія                                | 22,80   | Джульєт Кемпбелл Ямайка                                | 22,81   |
| 400 метрів            | Наталія Назарова Росія                                          | 50,83    | Крістін Амертіль Багамські Острови                         | 51,11   | Гріт Броєр Німеччина                                   | 51,13   |
| 800 метрів            | Марія Мутола Мозамбік                                           | 1.58,94  | Штефані Граф Австрія                                       | 1.59,39 | Майте Мартінес Іспанія                                 | 1.59,53 |
| 1500 метрів           | Реджина Джекобс США                                             | 4.01,76  | Келлі Голмс Велика Британія                                | 4.02,66 | Катерина Розенберг Росія                               | 4.02,80 |
| 3000 метрів           | Берхане Адере Ефіопія                                           | 8.40,25  | Марта Домінгес Іспанія                                     | 8.42,12 | Месерет Дефар Ефіопія                                  | 8.42,58 |
| 60 метрів з бар'єрами | Ґейл Діверс США                                                 | 7,81     | Глорі Алозі Іспанія                                        | 7,90    | Мелісса Моррісон США                                   | 7,92    |
| 4×400 метрів          | РосіяНаталія Антюх Юлія Печонкіна Олеся Зикіна Наталія Назарова | 3.28,45  | ЯмайкаРонетта Сміт Кетрін Скотт Шеріл Морган Сенді Річардс | 3.31,23 | СШАМонік Геннаган Меган Адді Бренда Тейлор Мері Даннер | 3.31,69 |
| Стрибки у висоту      | Кайса Бергквіст Швеція                                          | 2,01     | Олена Єлесіна Росія                                        | 1,99    | Ганна Чичерова Росія                                   | 1,99    |
| Стрибки з жердиною    | Світлана Феофанова Росія                                        | 4,80 WIR | Олена Ісинбаєва Росія                                      | 4,60    | Моніка Пирек Польща                                    | 4,45    |
| Стрибки в довжину     | Тетяна Котова Росія                                             | 6,84     | Інеса Кравець Україна                                      | 6,72    | Моррен Маггі Бразилія                                  | 6,70    |
| Потрійний стрибок     | Ашія Гансен Велика Британія                                     | 14,91    | Франсуаз Мбанґо Етон Камерун                               | 14,85   | Кене Ндоє Сенегал                                      | 14,72   |
| Штовхання ядра        | Ірина Коржаненко Росія                                          | 20,55    | Надія Остапчук Білорусь                                    | 20,31   | Астрід Кумбернусс Німеччина                            | 19,86   |
| П'ятиборство          | Кароліна Клюфт Швеція                                           | 4933     | Наталія Сазанович Білорусь                                 | 4715    | Марі Коллонвіль Франція                                | 4644    |

## Медальний залік
| Місце                | Країна               | Золото | Срібло | Бронза | Загалом |
| -------------------- | -------------------- | ------ | ------ | ------ | ------- |
| 1                    | США                  | 8      | 3      | 4      | 15      |
| 2                    | Росія                | 5      | 5      | 2      | 12      |
| 3                    | Швеція               | 4      | 0      | 0      | 4       |
| 4                    | Велика Британія      | 2      | 3      | 2      | 7       |
| 5                    | Ефіопія              | 2      | 0      | 1      | 3       |
| 5                    | Франція              | 2      | 0      | 1      | 3       |
| 7                    | Іспанія              | 1      | 4      | 1      | 6       |
| 8                    | Німеччина            | 1      | 1      | 2      | 4       |
| 9                    | Україна              | 1      | 1      | 1      | 3       |
| 9                    | Ямайка               | 1      | 1      | 1      | 3       |
| 11                   | Мозамбік             | 1      | 0      | 0      | 1       |
| 12                   | Білорусь             | 0      | 2      | 1      | 3       |
| 13                   | Камерун              | 0      | 2      | 0      | 2       |
| 14                   | Кенія                | 0      | 1      | 2      | 3       |
| 15                   | Багамські Острови    | 0      | 1      | 1      | 2       |
| 15                   | Куба                 | 0      | 1      | 1      | 2       |
| 17                   | Сент-Кіттс і Невіс   | 0      | 1      | 0      | 1       |
| 17                   | Австрія              | 0      | 1      | 0      | 1       |
| 17                   | Данія                | 0      | 1      | 0      | 1       |
| 20                   | Польща               | 0      | 0      | 2      | 2       |
| 21                   | Ірландія             | 0      | 0      | 1      | 1       |
| 21                   | Бразилія             | 0      | 0      | 1      | 1       |
| 21                   | КНР                  | 0      | 0      | 1      | 1       |
| 21                   | Марокко              | 0      | 0      | 1      | 1       |
| 21                   | Нідерланди           | 0      | 0      | 1      | 1       |
| 21                   | Сенегал              | 0      | 0      | 1      | 1       |
| 21                   | Словенія             | 0      | 0      | 1      | 1       |
| 21                   | Чехія                | 0      | 0      | 1      | 1       |
| Загалом (28 збірних) | Загалом (28 збірних) | 28     | 28     | 30     | 86      |